# جون سنكلير
جون سنكلير (بالإنجليزية: John Robert Sinclair)‏ هو محامي وسياسي نيوزلندي، ولد في 1850، وتوفي في 1940.